# Władysław Araszkiewicz

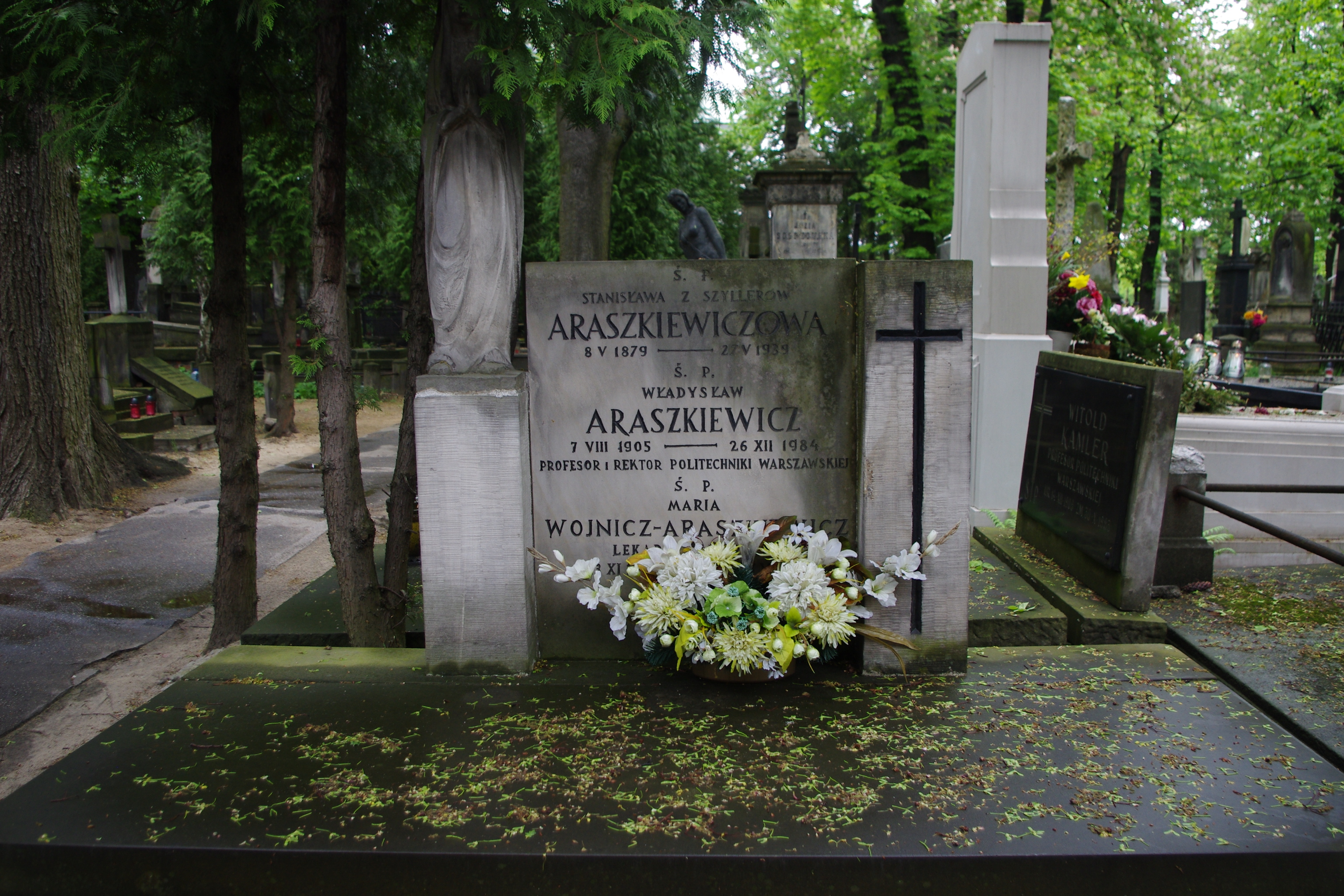
Grób Władysława Araszkiewicza na cmentarzu Powązkowskim

Władysław Stanisław Araszkiewicz (ur. 7 sierpnia 1905 w Radomiu, zm. 26 grudnia 1984 w Warszawie) – polski wynalazca i nauczyciel akademicki. Rektor Politechniki Warszawskiej.

## Życiorys
Urodził się 7 sierpnia 1905 w Radomiu w rodzinie Władysława (artysta malarz, nauczyciel rysunku, członek Polskiej Partii Socjalistycznej, po rewolucji w 1905, został zmuszony opuścić Królestwo Polskie) i Stanisławy z Szyllerów.
W 1924 ukończył Gimnazjum im. Mikołaja Reja w Warszawie, następnie rozpoczął studia na Wydziale Architektury Politechniki Warszawskiej. 6 kwietnia 1933 uzyskał dyplom inżyniera architekta z oceną dostateczną, jego praca dyplomowa nosiła tytuł „Dom wieżowy”. W związku z trudną sytuacją materialną rodziny, rozpoczął w latach 1922–1924 pracę jako urzędnik kontraktowy w Głównym Urzędzie Statystycznym.
W latach 1924–1926 pracował jako urzędnik skarbowy. W późniejszych latach rozpoczął pracę w Ministerstwie Komunikacji, zajmował się pracami budowlanymi i kosztorysami budowli kolejowych. W 1930 w tym samym resorcie podjął pracę w Dziale Budynków w I Oddziale Drogowym. Następnie już jako kierownik zajmował się sprawami, które dotyczyły lotnisk cywilnych Ministerstwa Komunikacji na Mokotowie, Okęciu, Gocławiu, Bielanach i w Spale.
W czasie okupacji nie brał udziału w konspiracji, wraz z żoną zajmował się handlem. Początkowo założył Dom Handlowy pod nazwą „Lot”, następnie prowadził sklep z tytoniem i materiałami piśmienniczymi. Od 1944 do końca wojny pracował na terenie gminy Skolimów pod Warszawą jako pracownik opieki społecznej.
Po wojnie natomiast powrócił do pracy w Departamencie Lotnictwa Cywilnego Ministerstwa Komunikacji. Początkowo pracował jako starszy inspektor, następnie jako naczelnik Wydziału Lotnisk. W latach 1945–1948 pracował na stanowisku dyrektora administracyjnego, a następnie pełnił funkcję dyrektora naczelnego w Polskich Liniach Lotniczych „Lot”. Jednym z największych sukcesów W. S. Araszkiewicza jako dyrektora Polskich Linii Lotniczych „Lot”, była spektakularna odbudowa (w ciągu trzech miesięcy) całkowicie zniszczonego pasa startowego lotniska Okęcie-Warszawa. Dzięki temu już pod koniec roku 1945 zostały uruchomione połączenia lotnicze z Warszawy do innych miast w Polsce.
W 1948 rozpoczął pracę w charakterze starszego asystenta w Politechnice Warszawskiej w Katedrze Budowy Lotnisk. W 1951 złożył pracę doktorską pt. „Elementy budowy trasy lotniczej”. W latach 1950–1956 pracował w Instytucie Techniki Drogowo-Lotniskowej i Prefabrykacji Politechniki Warszawskiej, gdzie był zarówno inicjatorem, współorganizatorem, jak i wicedyrektorem. W 1951–1952 został zastępcą profesora Tomasza Kluza – Dziekana Wydziału Inżynierii Politechniki Warszawskiej w latach 1947–1950, a następnie profesorem kontraktowym.
W 1954 uzyskał nominację na profesora nadzwyczajnego, natomiast w kwietniu 1962 na profesora zwyczajnego.
W latach 1952–1954 pełnił stanowisko prorektora do spraw młodzieży. Od 1 stycznia 1954 do 30 czerwca 1954, pełnił funkcję rektora Politechniki Warszawskiej. Następnie kolejny raz został prorektorem do spraw młodzieży oraz pełnił funkcję zastępcy rektora Aleksandra Dyżewskiego.
W 1956 jako współautor wynalazku – „sposobu otrzymywania sproszkowanego szkła wodnego, rozpuszczalnego w wodzie” – otrzymał świadectwo patentowe nr 4300.
W latach 1956/1957 – 1958/1959 pełnił ponownie funkcję rektora Politechniki Warszawskiej (z funkcji ustąpił. 1 października 1959). Od roku 1959 do 1975 pełnił funkcję pełnomocnika rektora do spraw kandydatów na studia. W 1963 został laureatem nagrody zespołowej I stopnia ministra szkolnictwa wyższego za osiągnięcia dydaktyczno-wychowawcze. Od 1 września 1970 do września 1975 zajmował stanowisko kierownika w Zakładzie Dróg i Lotnisk w Instytucie Dróg i Mostów na Wydziale Inżynierii Lądowej. W latach 70. brał czynny udział w Zespole Naukowym do Spraw Historii Politechniki Warszawskiej.
Spoczywa na cmentarzu Powązkowskim w Warszawie (kwatera 8-8-29,30,31).

## Stanowiska
- 1922 – 1924 kontraktowy urzędnik w Głównym Urzędzie Statystycznym w Warszawie;
- 1924 – 1926 urzędnik skarbowy;
- murarz, podmajstrzy murarski, technik budowlany w Ministerstwie Komunikacji;
- 1930 kierownik Działu Budynków w I Oddziale Drogowym w Ministerstwie Komunikacji;
- kierownik Budowy Lotnisk Ministerstwa Komunikacji;
- 1944 – 1945 pracownik opieki społecznej;
- inspektor, naczelnik Wydziału Lotnisk w Departamencie Lotnictwa Cywilnego Ministerstwa Komunikacji;
- 1945 – 1948 dyrektor administracyjny, następnie dyrektor naczelny w Polskich Liniach Lotniczych „Lot”;
- 1948 starszy asystent, następnie adiunkt na Politechnice Warszawskiej w Katedrze Budowy Lotnisk;
- 1950 – 1956 inicjator, współzałożyciel i wicedyrektor w Instytucie Techniki Drogowo – Lotniskowej i Prefabrykacji Politechniki Warszawskiej;
- 1951 – 1952 zastępca Profesora Tomasza Kluza, dziekana Wydziału Inżynierii Politechniki Warszawskiej w latach 1947–1950;
- 1952/1953, 1953/1954 (do 31.XII.1953), prorektor ds. młodzieży;
- 1.I.1954 – 30.VI.1954 rektor Politechniki Warszawskiej;
- lipiec 1954 – listopad 1956 prorektor ds. młodzieży, zastępca rektora Aleksandra Dyżewskiego;
- 1956/1957 – 1958/1959 rektor Politechniki Warszawskiej;
- 1959 – 1975 pełnomocnik rektora do spraw kandydatów na studia;
- 1970 – 1975 kierownik Zakładu Dróg i Lotnisk w Instytucie Dróg i Mostów na Wydziale Inżynierii Lądowej Politechniki Warszawskiej[1].

## Członkostwa
- od 1933 członek Stowarzyszenia Architektów RP;
- 1951 brał udział w organizacji I Kongresu Nauki Polskiej;
- 1973 wchodził w skład Komitetu Organizacyjnego II Kongresu Nauki Polskiej;
- 1947 – 1949 członek Zarządu Głównego Związku Inżynierów i Techników Komunikacji Rzeczypospolitej Polskiej;
- 1948 – 1953 członek Sekcji Lotniskowej Polskiego Komitetu Normalizacyjnego;
- 1952 – 1954 członek Rady Naukowej Instytutu Techniki Budowlanej;
- 1959 – 1960 członek Komisji Lotniczo-Historycznej w Biurze Organizacji Studiów i Doświadczeń Dowództwa Wojsk Lotniczych;
- od 1960 współpracował z PAN;
- od 1959 członek prezydium Rady Techniczno-Ekonomicznej przy ministrze komunikacji;
- członek i przewodniczący Sekcji Lotniczej;
- członek Komisji do Spraw Badań i Studiów Prognostycznych Transportu w Sekcji Lotniczej;
- 1962 członek Rady Naukowej, przewodniczący Sekcji Budownictwa Lotniczego w Instytucie Technicznym Wojsk Lotniczych;
- od 1969 działał w Komitecie Nauki i Techniki;
- członek Towarzystwa Przyjaciół Sztuk Pięknych[1].

## Ordery i odznaczenia
- Order Sztandaru Pracy I klasy (1976)
- Krzyż Komandorski Orderu Odrodzenia Polski (1959)
- Order Sztandaru Pracy II klasy (1965)
- Krzyż Kawalerski Orderu Odrodzenia Polski (28 września 1954)[6]
- Krzyż Walecznych (1944, zweryfikowany 1967)
- Srebrny Krzyż Zasługi (16 czerwca 1939)[7]
- Medal 30-lecia Polski Ludowej (1975)
- Medal 10-lecia Polski Ludowej (19 stycznia 1955)[8]
- Medal „Za zasługi dla obronności kraju” (1967)
- Odznaka „Zasłużony Nauczyciel PRL” (1969)
- Odznaka 1000-lecia Państwa Polskiego (1966)
- Medal XV-lecia Ludowego Wojska Polskiego (1959)
- Medal 50-lecia Polskiego Lotnictwa Sportowego (1969)
- Medal Pamiątkowy Politechniki Warszawskiej (1976)

## Działalność pozanaukowa
- 1946 rozpoczął działalność w Stronnictwie Demokratycznym;
- 1946 zgłosił akces do Polskiej Partii Robotniczej;
- 1948 członek PZPR (Polska Zjednoczona Partia Robotnicza);
- wchodził w skład Zarządu Głównego i Prezydium Związku Bojowników o Wolność i Demokrację[1].

## Wybrane publikacje
W.S. Araszkiewicz głównie zamieszczał swoje artykuły na łamach „Zeszytów Naukowych Instytutu Techniki Drogowo-Lotniskowej i Prefabrykacji”, a także na łamach „Zeszytów Naukowych Politechniki Warszawskiej”. Ukazało się ok. 70 publikacji.
Książki:
- „Drogi lotnicze” – 1956 Warszawa;
- „Budowa lotnisk. Drogi lotnicze” – 1958 Warszawa;
- „Zagadnienia z transportu lotniczego” – 1958 Warszawa;
- „Budowle pola wzlotów” – 1959,1962 Warszawa;
- „Zagadnienia z budownictwa lotniskowego” – 1959,1961,1968 Warszawa;
- „Budynki lotniskowe” – 1963 Warszawa;
- „Zagadnienia z dziedziny urządzeń i służb lotniskowych” – 1966 Łódź;
- „Projektowanie lotnisk. Materiały źródłowe, normy prawne” – 1968,1969 Warszawa;
- „Budowa lotnisk” – 1970 t.1. Warszawa, 1971 t.2. Warszawa, t. I–II 1972 Warszawa, 1975 wydanie 3 Warszawa[1].